# Enrique Bösl
Enrique José Bösl Espinal (* 7. Februar 2004 in Kösching) ist ein dominikanisch-deutscher Fußballspieler. Er steht als Torwart beim FC Ingolstadt 04 unter Vertrag und spielt International für die Nationalmannschaft der Dominikanischen Republik.

## Karriere

### Verein
Enrique Bösl begann im Sommer 2011 seine Fußballkarriere beim 1. FC Beilngries.
Im Sommer 2013 wechselte er in die Jugendabteilung des FC Ingolstadt 04.
Im Nachwuchsleistungszentrum des FC Ingolstadt 04 durchlief er ab der U10 alle Jugendmannschaften des Vereins.
In der Saison 2022/2023 bestritt er insgesamt 9 Spiele für die von Sabrina Wittmann trainierte U19 in der DFB Junioren-Bundesliga, die aufgrund der Corona-Nachwehen nur als einfache Runde (nur Hinspiele) ausgetragen wurde.
Ab Frühjahr 2023 gehörte Enrique Bösl zum erweiterten Kader der Profimannschaft des FC Ingolstadt 04.
Am 15. April 2023 war Enrique Bösl das erste Mal Teil des Spieltagskaders der Profimannschaft beim Heimspiel gegen den VfB Oldenburg in der 3. Liga.
Die Sommervorbereitung auf die Saison 2023/2024 bestritt Enrique Bösl mit der Profimannschaft von Trainer Michael Köllner.
Am 6. August 2023 war er Teil des Spieltagskaders der Profimannschaft beim Auswärtsspiel gegen den FC Erzgebirge Aue in der 3. Liga.
Im Testspiel gegen den FSV Zwickau am 11. August 2023 feierte Enrique Bösl seinen ersten Einsatz für die Profis des FC Ingolstadt 04.
In derselben Saison bestritt er insgesamt 9 Spiele für die zweite Mannschaft der Schanzer in der Bayernliga-Nord, wobei er aufgrund längerer Abstellungen für die Nationalmannschaft der Dominikanischen Republik (u. a. Panamerikanische Spiele) mehrfach abwesend war.

## Nationalmannschaft
Im Frühjahr 2023 entschied sich Enrique Bösl nach Einladung des Dominikanischen Fußballverbands, Nationalspieler der Dominikanischen Republik zu werden und somit für das Heimatland seiner Mutter aufzulaufen.
Am 24. März 2023 debütierte er beim internationalen Freundschaftsspiel der U20-Nationalmannschaft in Honduras.
Es folgten weitere Einsätze für die U20-Nationalmannschaft am 19. April 2023 in Jerez (Spanien) gegen Brasilien, am 22. April 2023 in Cádiz (Spanien) gegen den Irak und am 25. April 2023 ebenfalls in Cádiz gegen Usbekistan.

### FIFA-U20-Weltmeisterschaft 2023
Bei der FIFA-U20-Weltmeisterschaft 2023 in Argentinien stand Enrique Bösl im Aufgebot der U20-Nationalmannschaft der Dominikanischen Republik.
Alle drei Gruppenspiele der Gruppe D fanden im Estadio Malvinas Argentinas in Mendoza (Argentinien) statt.
Im ersten Gruppenspiel am 21. Mai 2023 gegen Nigeria und im zweiten Gruppenspiel am 24. Mai 2023 gegen Brasilien kam Enrique Bösl nicht zum Einsatz. Im dritten Gruppenspiel am 27. Mai 2023 gegen Italien wurde er in der 86. Minute eingewechselt.
Die U20-Nationalmannschaft schied nach Ende der Gruppenphase als Viertplatzierter aus.

### Panamerikanische Spiele 2023
In Vorbereitung auf das Panamerikanische Fußballturnier der Männer in Chile testete die Dominikanische Auswahl am 14. Oktober 2023 gegen die U23-Auswahl des Iraks und am 16. Oktober 2023 gegen die Auswahl Marokkos in Casablanca (Marokko).
Am 23. Oktober 2023 startete die U23-Auswahl der Dominikanischen Republik in das Turnier mit ihrem ersten Gruppenspiel gegen Uruguay im Estadio Sausalito in Viña del Mar (Chile), bei dem Enrique Bösl über 90 Minuten zum Einsatz kam. Das Spiel endete 1:0 für Uruguay.
Am 26. Oktober 2023 ging es im Estadio Elías Figueroa Brander in Valparaíso (Chile) gegen die Auswahl Mexikos. Enrique Bösl bestritt das Spiel über 90 Minuten und konnte das Spiel ohne Gegentor beenden. Das Spiel endete 0:0.
Im dritten und letzten Spiel in der Gruppe A spielte die Auswahl der Dominikanischen Republik gegen die Auswahl von Gastgeber Chile vor 23.423 Zuschauern im Estadio Sausalito in Viña del Mar (Chile), bei dem Enrique Bösl 90 Minuten zum Einsatz kam. Das Spiel endete 5:0 für Chile.
Die dominikanische U23-Nationalmannschaft belegte nach Ende der Gruppenphase Platz vier in Gruppe A. Am 1. November 2023 betritt die Mannschaft das Spiel um Platz 7 im Estadio Sausalito in Viña del Mar (Chile) gegen die Auswahl von Honduras.
Enrique Bösl kam nicht zum Einsatz. Das Spiel endete 3:1 für Honduras.

### Freundschaftsspiele mit der U23-Nationalmannschaft
Nach den Panamerikanischen-Spielen in Chile testete die U23-Nationalmannschaft am 9. Januar 2024 und 13. Januar 2024 im kolumbianischen Barranquilla gegen die U23-Auswahl Kolumbiens, bei dem Enrique Bösl zum Einsatz kam.
Ebenfalls zum Einsatz kam Enrique Bösl bei einem weiteren Freundschaftsspiel am 23. März 2024 in der Hauptstadt Paraguays Asuncion gegen die U23-Auswahl Paraguays.

### Olympische Spiele 2024
Für die Olympischen Sommerspiele 2024 in Paris wurde er für die Fußballmannschaft der Dominikanischen Republik nominiert.
In Vorbereitung auf das olympische Fußballturnier der Männer testete die Auswahl von Nationaltrainer Ibai Gomez am 11. Juli 2024 gegen die französische Auswahl in Toulon. Bösl bestritt souverän die ersten 45 Minuten des Freundschaftsspiels.
Das mit Starspielern bestückte Team von Trainer Thierry Henry führte zur Pause mit 2:0 nach Toren von Enzo Millot und Alexandre Lacazette. Die Partie endete 7:0 für Frankreich.
Nach einem weiteren Testspiel gegen eine Regionalauswahl in Le Mans starteten die Dominikaner am 24. Juli in Nantes im Stade de La Beaujoire bei Spiel eins der Gruppenphase gegen Ägypten in das Turnier. Enrique Bösl blieb im 0:0-Spiel ohne Einsatzzeit.
Am 27. Juli durfte er im 2. Gruppenspiel gegen Spanien in Bordeaux im Stade Matmut-Atlantique über 90 Minuten sein Olympiadebüt feiern. Das Spiel gegen den späteren Gewinner des Turniers endete aus dominikanischer Sicht mit 1:3.
Im finalen und letzten Gruppenspiel in Gruppe C ging es im Pariser Parc des Princes gegen die Auswahl von Usbekistan. Das stark umkämpfte Spiel, bei dem Enrique Bösl nicht aufs Feld kam, endete 1:1 und markierte das Ausscheiden für die dominikanische Auswahl bei den Olympischen Spielen in Paris.

## Persönliches
Seine Mutter kommt aus der Dominikanischen Republik, sein Vater ist Deutscher. Bösl selbst ist deutscher und dominikanischer Staatsbürger.